# Hyet
Hyet é uma comuna francesa na região administrativa de Borgonha-Franco-Condado, no departamento de Alto Sona. Estende-se por uma área de 6,47 km². Em 2010 a comuna tinha 123 habitantes (densidade: 19 hab./km²).